# بلیک، کانتی فرماناگ
بلیک، کانتی فرماناگ (به انگلیسی: Belleek, County Fermanagh) یک روستا در بریتانیا است که در شهرستان فرمانا واقع شده‌است. بلیک ۸۳۶ نفر جمعیت دارد.